# أفيز أويتورو
أفيز أويتورو، (من مواليد 20 أغسطس 1963) هو ممثل كوميدي نيجيري معروف باسم «ساكا».

## النشأة والتعليم
ولد في 20 أغسطس 1963 في منطقة الحكومة المحلية في إيسين بولاية أويو جنوب غرب نيجيريا. حصل على بكالوريوس وماجستير في الفن المسرحي من جامعة إبادان. وهو حاليًا حاصل على درجة الدكتوراه في جامعة إبادان.

## حياته المهنية
يشتهر أويتوروبدوره كمهرج في أفلام نوليود وقد ظهر في العديد من الأفلام النيجيرية. يعمل حاليًا محاضرًا في قسم فنون المسرح في كلية أدينران أوجونسانيا للتربية بولاية لاغوس في نيجيريا. ظهر باعتباره الشخصية الرئيسية في إعلان إم تي إن لعام 2013. وفي عام 2016 ظهر في فيلم «حفل الزفاف» وفي الفيلم الكوميدي والجريمة «جشع».

## الحياة الشخصية
أويتورو متزوج من أولايدي أوييتورو. ولهما ولدان عبد الله أويتورو ومنعم أويتورو وابنة روفيات أويتورو. 